# El Kebir, fils de Cléopâtre
Pour plus de détails, voir Fiche technique et Distribution.
El Kebir, fils de Cléopâtre (en italien Il figlio di Cleopatra) est un film italo-égyptien réalisé et coécrit par Ferdinando Baldi. 
Il est sorti le 31 décembre 1964 en Italie et 19 mois plus tard, le 7 août 1966 sur les écrans français. 

## Synopsis
Au Ier siècle av. J.-C., l'Égypte est sous domination romaine et, sous le règne d'Auguste, elle est gouvernée d'une main de fer par le cruel et corrompu préfet Publius Petronius. Une tribu nomade du désert a cependant décidé de briser ce joug et de se rebeller contre son gouvernement. Avec à sa tête El Kebir, le fils caché de Cléopâtre et de Jules César, elle parvient à infliger des défaites à l'armée. Quand Ouro, le frère d'El Kebir, est fait prisonnier puis est tué, le valeureux guerrier enlève Livia, la fille du préfet. La jeune fille tombe rapidement sous le charme d'El Kebir et se rallie au combat des révoltés. Elle se rend auprès de son père afin de plaider la cause du peuple... 

## Fiche technique
- Titre : El Kebir, fils de Cléopâtre
- Titre original : Il figlio di Cleopatra
- Réalisation : Ferdinando Baldi
- Scénario : Franco Airaldi • Ferdinando Baldi • Anacleto Fontini
- Musique : Carlo Rustichelli
- Directeur de la photographie : Bitto Albertini
- Montage : Otello Colangeli
- Décors : Oscar D'Amico
- Costumes : Adriana Spadaro
- Production : Anacleto Fontini • Francesco Thellung
- Producteur délégué : Nino Milano
- Sociétés de production : Copro Film • Egyptian General Company for International Film Production • Seven Film • Tiki Film
- Sociétés de distribution : United Artists • Metro-Goldwyn-Mayer
- Pays :  Italie et  Égypte
- Genre : Drame
- Format : Couleur (Technicolor) • 2,35:1 • Mono • 35 mm
- Dates de sortie : 
  - Italie : 31 décembre 1964
  - France : 7 août 1966
- Durée: 128 minutes • 110 minutes pour les versions égyptienne et française
- Affiche : Constantin Belinsky (France)

## Distribution
- Mark Damon  (VF : Jacques Torrens) : El Kebir
- Scilla Gabel  (V.F : Jeanine Freson) : Livia
- Paolo Gozlino  (VF :  Raymond Loyer) : Caius Furius
- Arnoldo Foà  (V.F : Lucien Bryonne) : Marcus Terencius Varron
- Livio Lorenzon  (VF : Jean Violette) : Le gouverneur Petrone
- Alberto Lupo (VF : Jacques Berthier) : Octave
- Franco Fantasia  (V.F : René Fleur) : Veterius
- Corrado Annicelli : Longinius
- Yehia Chahine (V.F : Emile Duard) : Safer
- Samira Ahmed  (V.F : Sophie Leclair) : Méroé
- Shukry Sarhan  :Arco
- Hassan Youssef :Ourio
- Laila Mohamed Fawzi :Hermia
- Mahmoud Farag   (V.F : Pierre Collet ) :Tarok
- Ivan Basta  (V.F :  Albert Augier ) : Le messager
- Abdel Khalek Saleh   (V.F : Fernand Fabre ) : Le prêtre